# Рёвны (Карачевский район)
Рёвны — деревня в Карачевском районе Брянской области в составе Ревенского сельского поселения.

## География
Находится в восточной части Брянской области на расстоянии приблизительно 16 км по прямой на юго-запад от районного центра города Карачев на левом берегу речки Рёвна.

## История
Известно с 1457 года. Храм Флора и Лавра упоминался с начала XVII века до конца XIX века. В 1857 году была построена каменная Спасо-Преображенская церковь (не сохранилась). Бывшее владение Макаровых, Голицыных, Похвисневых, Подлиневых, Лопухиных, Кулико¬вых и др. С конца XVIII века действовали полотня¬ная и бумажная фабрикки, винокуренный и кожевен¬ный заводы, маслобойки, постоялые дворы. В середине XX века работал колхоз «Красный лётчик». В годы Великой Отечественной войны за пособничество партизанам сожжено фашистскими окку¬пантами. Старинный усадебный парк.. В 1866 году здесь (деревня Карачевского уезда Орловской губернии) было учтено 60 дворов.

## Население
Численность населения: 537 человек (1866 год), 75 человек в 2002 году (русские 90 %), 48 в 2010.